# Pierre Puiffe
Pierre Puiffe, sieur des Lines, né le 24 juin 1751 à La Coquille, mort guillotiné le 17 juin 1794 à Paris, à la Barrière du trône, était un notaire royal (de 1778 à 1793), procureur d'office de la juridiction de Ribeyreix et de la baronnie de Courbefy. Il est l'un des nombreux guillotinés de la Révolution française.

## Biographie
Pierre Puiffe (en fait Pierre de Puiffe sur son acte de naissance) est au lieu-dit Magondeaux à Sainte Marie de Frugie, aujourd'hui La Coquille. Il est le fils de Pierre de Puiffe, sieur de Magondeaux et de Françoise de Curmond.

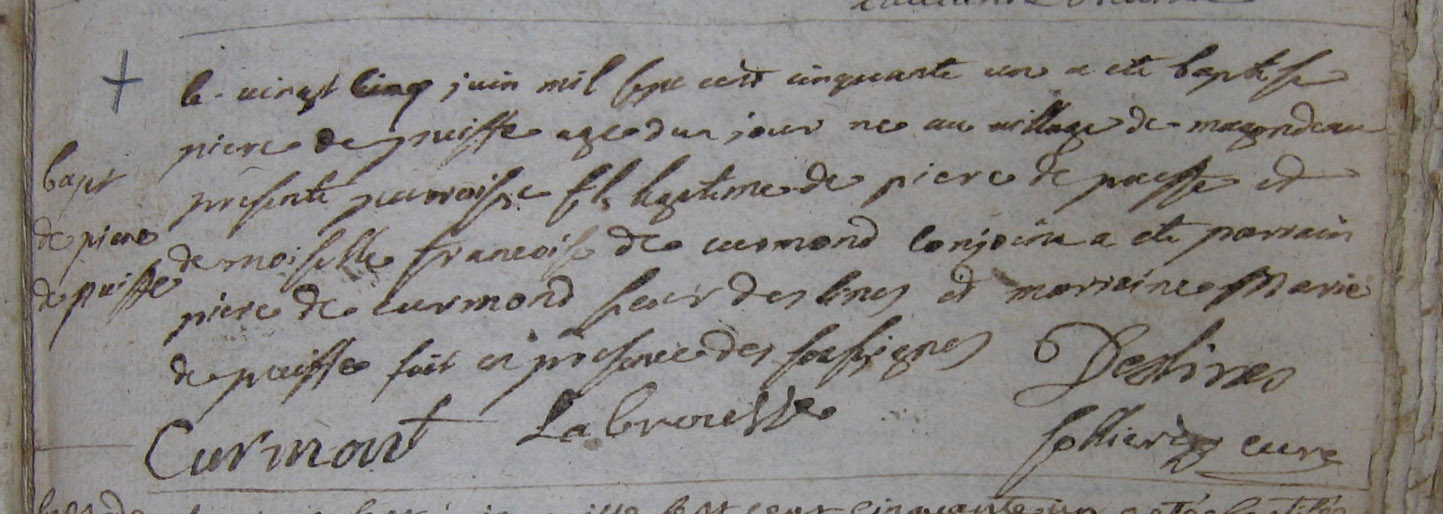
Acte de baptême de Pierre Puiffe à Sainte-Marie-de-Frugie en 1751

Il épouse le 11 juillet 1780 à Sainte-Marie-de-Frugie, Catherine, Marie Roger (1754-1826), fille de Jean Roger, sieur de la Séguinie et Pétronille Demaison, demoiselle des Ranneaux. Le couple a quatre enfants :
- Jean (de) Puiffe (1782-1869), qui épouse Marie Fayollas (1791-)
- Jean (de) Puiffe (1783-1811), célibataire, il décède en Hollande où il est Sergent
- Marie, Françoise, Marguerite (de) Puiffe (1787-), qui épouse Pierre Labrousse (1784-)
- Anne (de) Puiffe (1792-1846), qui épouse Pierre Lacotte (1793-1846).

## Révolution
Pierre (de) Puiffe a été jugé pour propos fanatiques et contre-révolutionnaires.
Jugement du tribunal criminel du 2 nivôse an II
Aujourd'hui deuxième Nivôse an II de la République entrent dans l'auditoire, Martial D'Alby président, Durand, Lacharmie, Galaup juges, Jean Debrégéas, accusateur public et Lafustière greffier.
L'accusateur public a dit, qu'en vertu d'un arrêté pris par le comité révolutionnaire de surveillance du district d'Excideuil, dans la séance du ... dernier, portant que le nommé Puiffe, notaire, de la commune de Sainte Marie de Frugie, seroit traduit devant le tribunal du département de la Dordogne, seant à Périgueux, comme prévenu d'avoir tenu des propos, fanatiques, contre-revolutionnaires, tendant à l'avilissement et à la dispersion de la convention nationale et à discréditer les assignats le dit Puiffe avoit été remis dans la maison de justice du présent département  où il est actuellement détenu ; qu'ayant examiné les toutes les pièces qui lui ont été envoyées par le sus dit comité, il s'est aperçu que le dit Puiffe est prévenu de plusieurs délits contre-révolutinnaire, mais qu'il en pense pas que ces délits soient de la compétence du tribunal, ne connoissant aucune loi qui lui en attribu la connoissance.
Et a requis, en conséquence, qu'il fut ordonné par le tribunal, que le dit Puiffe seroit traduit devant le tribunal révolutionnaire établi à Paris, pour y être poursuivi et jugé conformément aux lois et signé : DEBREGEAS
Sur quoi le tribunal criminel, faisant droit de la réquisition de l'accusateur public, considérant qu'aucune loi n'a indéfiniment érigé les tribunaux criminels ordinaires en tribunaux révolutionnaires, dont la connaissance leur est expressément attribuée par les lois : qu'au nombre de ces délits ne se trouvent pas ceux dont le dit Puiffe est prévenu et qu'enfin l'art.15 de la section 3 du décret du 14 frimaire dernier défend expressément a toutes autorités constituées et a tous fonctionnaires publics de faire de faire des actes qui ne sont pas de leur compétence, d'empiéter sur d'autres autorités et d'outrepasser les fonctions qui leur sont confiées.
Ordonne qu'à la diligence de l'accusateur public le dit Puiffe sera incessamment traduit devant le tribunal révolutionnaire établit à Paris, pour y être poursuivi et jugé conformément aux lois et qu'à cet effet les pièces envoyées par le comité révolutionnaire du district d'Excideuil, seront a la même diligence renvoyées et remises au greffe du dit tribunal.
Fait et jugé les jours, mois et an que dessus.

## Décès
Pierre Puiffe fut exécuté le 17 juin 1794 à la Barrière du trône. Il est enseveli dans une fosse commune du cimetière de Picpus à Paris.